# Parvobasidium
Parvobasidium is een geslacht van schimmels behorend tot de familie Cystostereaceae. De typesoort is Parvobasidium cretatum. De wetenschappelijke naam is gepubliceerd door de Zweedse mycoloog Walter Jülich in 1975.

## Soorten
Volgens Index Fungorum bevat het geslacht twee soorten (peildatum oktober 2020):
| Soortnaam               | Auteur(s)                 | Publicatiejaar |
| ----------------------- | ------------------------- | -------------- |
| Parvobasidium cretatum  | (Bourdot & Galzin) Jülich | 1975           |
| Parvobasidium lianicola | (G. Cunn.) Stalpers       | 1985           |